# Ромингер, Тони
Тони Ромингер (дат. Tony Rominger; род. 27 марта 1961, Вайле, Дания) — бывший швейцарский профессиональный шоссейный велогонщик, победитель супермногодневок Вуэльта Испании и Джиро д’Италия.

## Биография
Ромингер родился в Дании, но в 13 лет вместе с семьёй перебрался в швейцарский Цуг, и выступал в велогонках под флагом новой родины. Он начал заниматься велоспортом довольно поздно, поэтому перешёл в профессионалы лишь в 25-летнем возрасте. В 1988 году Ромингер выиграл многодневку Джиро дель Эмилия, в следующие годы он первенствовал ещё на нескольких престижных многодневках. В 1992 году швейцарец впервые сумел включиться в борьбу за призы на Гранд Туре, а именно Вуэльте. И сразу он сумел выиграть, вырвав победу у Хесуса Монтойи в заключительной разделке. На следующий год борьба за победу в этой гонке развернулся между швейцарцами, Ромингером и Алексом Цулле. Они неоднократно перехватывали золотую майку друг у друга, счёт шёл на секунды. В итоге Цулле подвёл прокол колеса на последнем горном этапе, после которого он не сумел нагнать лидеров во главе с Ромингером. В том же сезоне Ромингер сразился с Мигелем Индурайном, традиционно жертвовавшим родной Вуэльтой ради Тур де Франс. На Туре 1993 года швейцарец выиграл 3 этапа и майку горного короля, но слишком большая потеря времени на стартовых этапах оставила его только 2-м.
В апреле 1994 года Ромингер в третий раз подряд выиграл Тур Басконии, а в мае повторил это достижение на Вуэльте. Преимущество швейцарца на ней было подавляющем (6 этапных побед), и он стал её первым трёхкратным победителем. Позднее рекорд был повторён Роберто Эрасом, но его победы шли не подряд. 1994 год принёс Ромингеру победы и на других престижных гонках, например на Париж — Ницца, что в итоге сделало его лучшим гонщиком сезона. Конец года Ромингер посвятил побитию рекорда часовой езды, и ему удалось это дважды, итоговым результатом стали 55 291 метр. Швейцарец не ездил Джиро с 1989 года, после чего выступил на ней только в 1995 году. 4 победы на этапах помогли ему первенствовать в общем и спринтерском зачётах. На следующий год Ромингер стал на Вуэльте 3-м и выиграл 2 этапа вместе с майкой горного короля. Однако пик его карьеры миновал, и после 38-го места на Вуэльте 1997 Ромингер решил завершить карьеру. После этого он остался в мире велоспорта, работал спортивным директором в Астане.

## Выступления в супермногодневках
| Гранд Тур       | 1986 | 1987 | 1988 | 1989 | 1990 | 1991 | 1992 | 1993 | 1994 | 1995 | 1996 | 1997 |
| --------------- | ---- | ---- | ---- | ---- | ---- | ---- | ---- | ---- | ---- | ---- | ---- | ---- |
| Джиро д’Италия  | 97   | НФ   | 44   | НФ   | -    | -    | -    | -    | -    | 1    | -    | -    |
| Тур де Франс    | -    | -    | 68   | -    | 57   | -    | -    | 2    | НФ   | 8    | 10   | НФ   |
| Вуэльта Испании | -    | -    | -    | -    | 16   | -    | 1    | 1    | 1    | -    | 3    | 38   |

Тур де Франс
- 2-й в общем зачёте (1993)
- Победа в горном зачёте (1993)
- Победы на 4 этапах (1993)

Джиро д’Италия
- Победа в общем зачёте (1995)
- Победа в спринтерском зачёте (1995)
- Победа в интерджиро (1995)
- Победы на 5 этапах (1988, 1995)

Вуэльта Испании
- Победы в общем зачёте (1992, 1993, 1994)
- Победы в горном зачёте (1993, 1996)
- Победа в спринтерском зачёте (1993)
- Победы на 13 этапах (1992—1994, 1996)

## Прочие победы
- UCI Road World Cup (1994)
- Тур Басконии (1992, 1993, 1994)
- Джиро ди Ломбардия (1989, 1992)
- Тур Романдии (1991, 1995)
- Тиррено — Адриатико (1989, 1990)
- Париж — Ницца (1991, 1994)
- Гран-при наций (1991, 1994)
- Субида Уркиола (1993)
- Гран-при Эдди Меркса (1994)
- Джиро дель Эмилия (1988)
- Сетмана Каталана (1993)
- Часовой рекорд: 22 октября 1994 (Велодром дю Лак, Бордо), 53 832 км
- Часовой рекорд: 05 ноября 1994 (Велодром дю Лак, Бордо), 55 291 км